# Chapitre 27
Pour plus de détails, voir Fiche technique et Distribution.
Chapitre 27 (Chapter 27) est un film américain réalisé par Jarrett Schaefer, sorti en 2007. Il met en scène l'assassinat du musicien et chanteur John Lennon par Mark David Chapman en 1980.

## Synopsis
Décembre 1980, Mark Chapman, un jeune homme perturbé venu de Hawaii, se rend à New York dans l'espoir de rencontrer John Lennon. Dégoûté par son existence morne, il se laisse rapidement submerger par ses démons et, toujours accompagné par L'Attrape-cœurs de J. D. Salinger, livre auquel il voue une passion obsessionnelle, il décide de commettre l'irréparable en planifiant l'assassinat de son idole.

## Fiche technique
- Titre : Chapitre 27
- Titre original : Chapter 27
- Réalisation : Jarrett Schaefer
- Scénario : Jarrett Schaefer

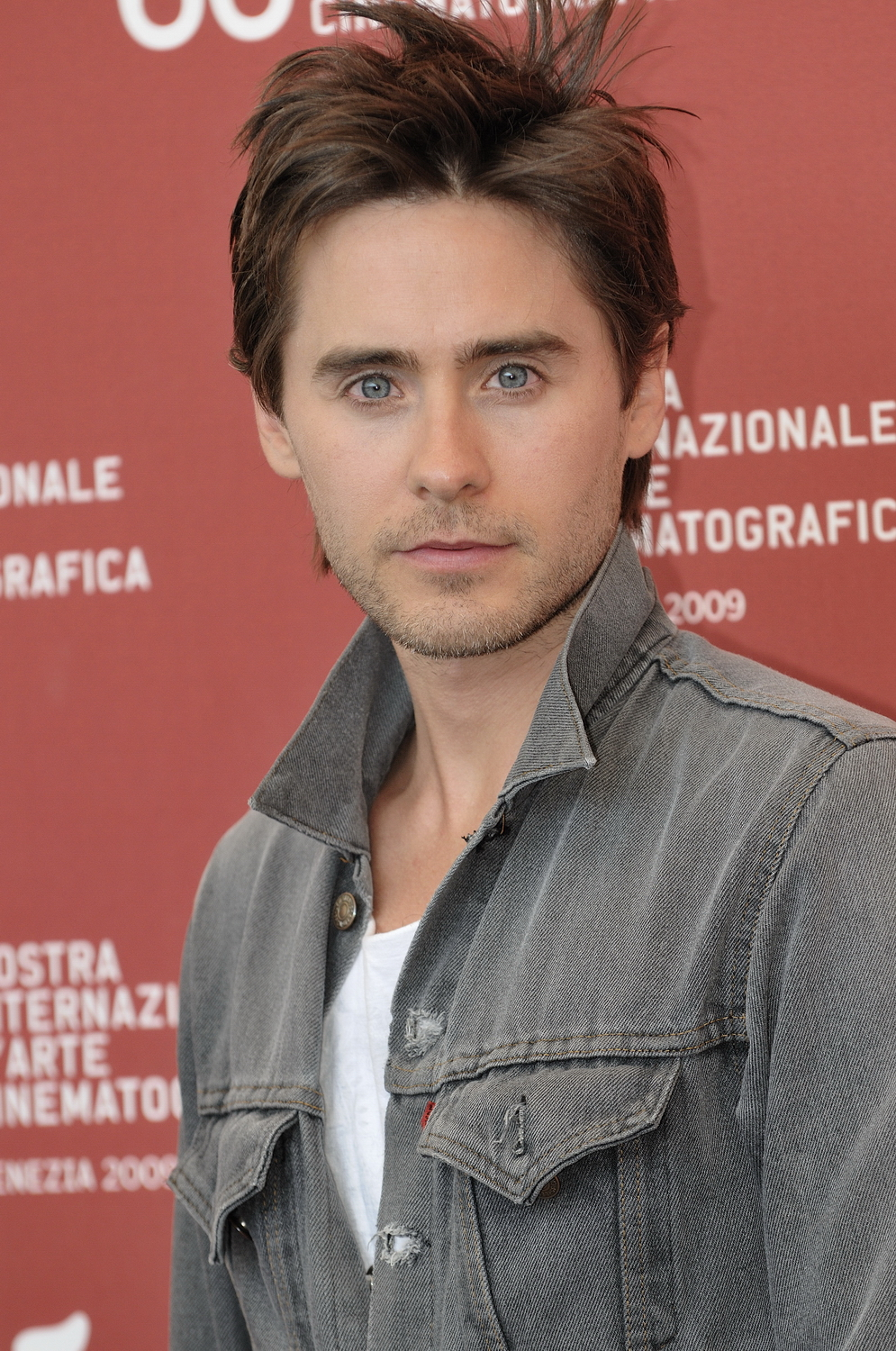
L'acteur principal Jared Leto, également producteur exécutif du film.

- Producteur : Naomi Despres, Alexandra Milchan et Robert Salerno
- Photographie : Tom Richmond
- Décors : Kalina Ivanov
- Costumes : Ane Crabtree
- Montage : Andrew Hafitz et Jim Makiej
- Musique : Anthony Marinelli
- Pays d'origine :  États-Unis
- Langue : anglais
- Distribution : Metropolitan Filmexport
- Genre : Drame, historique et biopic
- Durée : 84 minutes
- Date de sortie :
  - États-Unis : Sundance Film Festival : 25 janvier 2007
  - France : 23 avril 2008

## Distribution
- Jared Leto (VF : Damien Witecka) : Mark Chapman
- Lindsay Lohan (VF : Dorothée Pousséo) : Jude
- Judah Friedlander : Paul, le photographe
- Ursula Abbott : Jeri
- Matthew Humphreys : Frederic Seaman, l'assistant de John Lennon
- Mark Lindsay Chapman : John Lennon
- Mariko Takai : Yoko Ono
- Yuuki Hosokawa : Sean Lennon
- Le Clanche DuRand : Helen, la nourrice de Sean

## Origine du titre
Le titre du film est une référence au roman L'Attrape-cœurs de J. D. Salinger qui est composé de 26 chapitres.